# Shaun O'Hara
Shaun O'Hara (23 de junho de 1977, Nova Jérsei) é um jogador de futebol americano que atua como center na National Football League. Com o New York Giants ele foi campeão do Super Bowl em 2007. Ele jogou futebol americano universitário pela Rutgers University, e está na NFL desde 2000, primeiro jogando pelo Cleveland Browns e depois indo para Nova Iorque. Foi dispensado pelos Giants em 2010.